# Francisco de Garay
Francisco de Garay (Mercadillo, Encartaciones, 1475 - 27 de desembre de 1523) fou un adelantado que va navegar fins a l'Hispaniola com a colon en el segon viatge que Cristòfor Colom va fer a les Índies el 1493.
Estava emparentat amb l'esposa de Diego Colom, Maria de Toledo, qui a la vegada estava emparentada amb el rei Ferran el Catòlic. Posteriorment va ser nomenat governador de l'illa de Jamaica. Va obtenir permís de la corona espanyola per colonitzar els voltants del riu Pánuco, però fracassà en els seus intents.

## Biografia

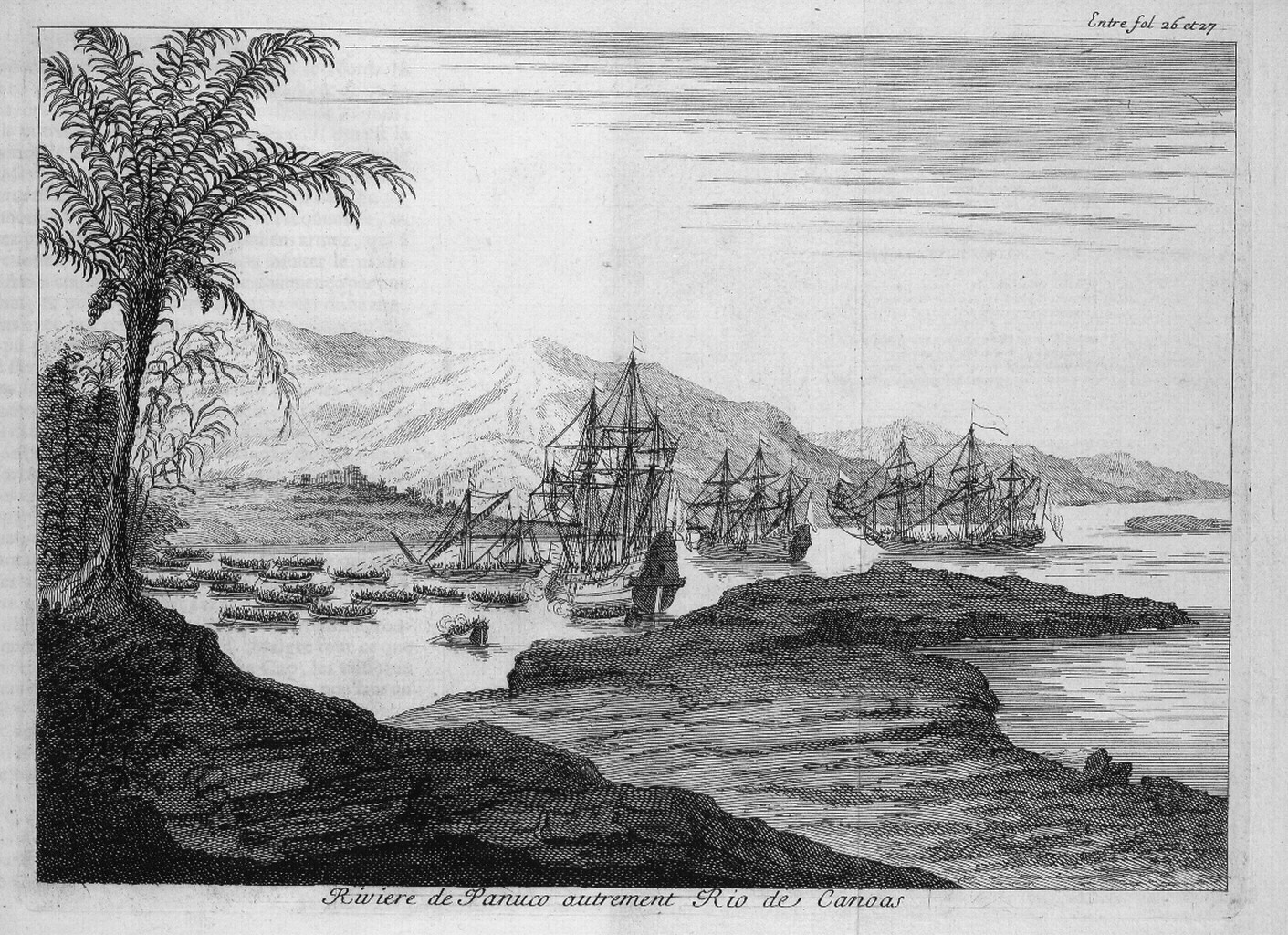
Les expedicions de Garay van ser atacades pels nadius huastecs.

### Estada a l'Hispaniola
El 1502 el descobriment d'or prop de Santo Domingo va enriquir Garay, però poc després estava endeutat amb banquers genovesos, cosa que possiblement el motivà a descobrir noves terres. El 1511 buscà conquerir l'Illa de Guadalupe, però no ho aconseguí. Posteriorment va servir com a agutzil major de l'Hispaniola i alcalde al fort Yáquimo.

### Governador de Jamaica
El 1514 va viatjar a Espanya a la recerca d'una concessió reial i fou escollit pel rei Ferran com a governador de Jamaica i administrador de les propietats reials. Mentre el seu nomenament estava pendent va comprar dues caravel·les i les preparà de tal manera que semblava que faria un viatge de descobriment. Si aquesta era el pla va quedar en suspens mentre Francisco Hernández de Córdoba i Juan de Grijalva exploraven el sud del golf de Mèxic el 1517 i 1518.

### Expedicions pel golf de Mèxic
Garay va enviar diverses expedicions per explorar, cartografiar i reclamar les terres que s'estenen per tot el golf de Mèxic, entre la península de Florida i el Yucatán. El 1519 va enviar una expedició, sota el comandament d'Alonso Álvarez de Pineda, per cartografiar la costa situada entre la Florida i el límit nord de les terres visitades per Diego Velázquez de Cuéllar. El riu Mississippi apareix als mapes com a Rio del Espiritu Santo. Garay també va dirigir expedicions per explorar la regió del riu Pánuco, on entrà en conflicte amb Hernán Cortés. Mentre negociaven la propietat de les terres morí de pneumònia a Ciutat de Mèxic el 27 de desembre de 1523.